# Aporia hippia
Aporia hippia is een vlindersoort uit de familie van de Pieridae (witjes), onderfamilie Pierinae.
Aporia hippia werd in 1861 beschreven door Bremer.